# Dynopsylla
Dynopsylla är ett släkte av insekter. Dynopsylla ingår i familjen Homotomidae.
Kladogram enligt Catalogue of Life:
| Dynopsylla | \| \| Dynopsylla cornuta \| \| \| \| \| \| Dynopsylla grandis \| \| \| \| \| \| Dynopsylla pinnativena \| \| \| \| |
|            | \| \| Dynopsylla cornuta \| \| \| \| \| \| Dynopsylla grandis \| \| \| \| \| \| Dynopsylla pinnativena \| \| \| \| |
|            | Afrodynopsylla |
|            | |
|            | Austrodynopsylla                                                                                                   |
|            | |
|            | Diceraopsylla |
|            | |
|            | Homotoma |
|            | |
|            | Macrohomotoma |
|            | |
|            | Mycopsylla |
|            | |
|            | Phytolyma |
|            | |
|            | Pseudoeriopsylla                                                                                                   |
|            | |
|            | Triozamia |
|            | |
|            | Dynopsylla cornuta                                                                                                 |
|            | |
|            | Dynopsylla grandis                                                                                                 |
|            | |
|            | Dynopsylla pinnativena                                                                                             |
|            | |

|  | Dynopsylla cornuta     |
|  |                        |
|  | Dynopsylla grandis     |
|  |                        |
|  | Dynopsylla pinnativena |
|  |                        |